# Torguten
Die Torguten oder Torghuud (auch Turguten, mongolisch: Торгууд/Torguud) sind eine der vier Hauptstämme der westmongolischen Oiraten. Die anderen Stämme sind die Chorosen, Dürbeten und Khoshuud.
Die Torguten lebten ursprünglich südlich des Altaigebirges und zogen ab 1610 unter Khu Urluk weit in den Westen durch ganz Zentralasien erst in Richtung Ural, um sich ab 1632 an der unteren Wolga niederzulassen.
Dabei besiegten  sie im Bündnis mit den Dürbeten unter Dalay-Bagatur die muslimischen nomadischen Vorbewohnern der Nogaier, die sich nach einigen Niederlagen unterwarfen und 1635 nach Westen abwanderten.
Die Ankunft der Torguten verschob eine Zeitlang das Machtgleichgewicht in Osteuropa.
Ihr bedeutendster Khan war Ayuki (reg. 1670–1724), der einzelne russische Städte (z. B. Kasan) angriff, bis er von Zar Peter I. mit dem russischen Grenzschutz betraut wurde.
Anfang 1771 beschloss eine Mehrheit unter Ubashi Khan, ins alte Siedlungsgebiet am Altai zurückzukehren, nur 66.000 von über 169.000 Menschen überlebten und erreichten den Ili-Fluss.
In Russland wurden die zurückgebliebenen Oiraten, die meisten davon Torguten, Kalmücken genannt.
Heute leben mehr als 150.000 im chinesischen Xinjiang und mehr als 10.000 in der Mongolei. Ungefähr 170.000 Kalmücken leben in Russland.

## Persönlichkeiten
- Khu Urluk
- Khan Daichin (reg. 1647–1661)
- Khan Ayuki (reg. 1670–1724)